# بيليون إلكتريك المحدودة
شركة بيليون إلكتريك المحدودة ( Taiex : #3027)، ومقرها في تايوان ، هي شركة إلكترونيات تأسست عام 1973.
تم تقديم مجموعة مودم/ أجهزة التوجيه ADSL الخاصة بهم إلى أستراليا في عام 2002. منذ ذلك الحين، تمت إضافة ميزات بما في ذلك 4 مبدل (شبكات) للمنافذ، واتصال لاسلكي ، و VoIP ، وإنهاء VPN .
تأسست شركة بيليون إلكتريك (مُدرجة في سوق تايوان للأوراق المالية تحت رمز: 3027، وتُعرف تجاريًا باسم بيليون) على يد مجموعة من المهندسين التايوانيين المختصين استنادًا إلى فكرة التميز. تُعد الشركة المطور العالمي الرائد لأجهزة التوجيه الجوّالة للنطاق العريض 5G/LTE للداخل/الخارج، والمودمات، والبوابات الإلكترونية للسكنية، التجارية، الصناعية/إنترنت الأشياء وM2M، شركات الاتصالات، ومزودي خدمة الإنترنت.

## روابط خارجية
- الموقع الرسمي